# Kreuz Leverkusen-West
Kreuz Leverkusen-West is een knooppunt in de Duitse deelstaat Noordrijn-Westfalen.
Op dit mixvormknooppunt ten westen van de stad Leverkusen sluit de A59 vanuit Düsseldorf aan op de A1 Heiligenhafen-Saarbrücken.

## Richtingen knooppunt
| Aansluitende wegen                       | Aansluitende wegen                                          | Aansluitende wegen | Aansluitende wegen | Aansluitende wegen          |
| ---------------------------------------- | ----------------------------------------------------------- | ------------------ | ------------------ | --------------------------- |
| richting Leverkusen-Rheindorf Düsseldorf |                                                             |                    |                    |                             |
|                                          |                                                             |                    |                    |                             |
|                                          | richting Dortmund / Keulen-Ost Oberhausen / Frankfurt a. M. |                    |                    |                             |
|                                          |                                                             |                    |                    |                             |
| richting Keulen / Krefeld Aken / Koblenz |                                                             |                    |                    | richting Leverkusen-Zentrum |